# Johannes Janssonius
Johannes Janssonius ↓1 (Arnhem, 1588. − Amsterdam, 11. srpnja 1664.), nizozemski kartograf koji je živio i djelovao u Amsterdamu tijekom 17. stoljeća.

## Životopis
J. Janssonius rođen je u Arnhemu kao sin Jana Janszoona starijeg, izdavača i knjižara. Godine 1612. oženio je Elisabeth Hondius, kćer flandrijskog kartografa Jodocusa Hondiusa. Prve zemljovide Francuske i Italije objavio je 1616. godine. Sedam godina kasnije otvorio je kartografsku knjižaru u Frankfurtu, a potom i u Danzigu, Stockholmu, Copenhagenu, Berlinu, Königsbergu, Ženevi i Lyonu. Nakon što je mu je prva žena umrla 1627. godine, dvije godine kasnije oženio je Elisabeth Carlier. Tijekom 1630-ih osnovao je partnerstvo sa zetom H. Hondiusom i zajedno su izdavali Mercator-Hondius-Janssoniusove atlase.
Pod vodstvom Janssoniusa, Hondiusov atlas znatno je proširen i preimenovan u „Novi atlas” (lat. Atlas Novus). Godine 1638. imao je tri sveska od kojih je jedan u potpunosti bio posvećen Italiji. Osam godina kasnije izdan je i četvrti svezak o engleskim grofovijama koji je sadržavao zemljovide slične atlasu W. Blaeua, izdanom godinu dana ranije. Iako je Janssonius na temelju tih podudaranja često optuživan za plagiranje, neki od uključenih zemljovida izrađeni su ranije ili obuhvaćaju različite regije. Do 1660. godine Janssoniusov atlas obuhvaćao je ukupno 11 svezaka s radovima više stotina autora i bakrorezaca, zbog čega je naslovljen kao „Veliki atlas” (Atlas Major). Uključivao je i prikaze velikog broja gradova, 33 zemljovida svjetskih mora (lat. Atlas Maritimus), te 60 zemljovida starovjekovnih zemalja. Izdanja su tiskana na nizozemskom, latinskom, francuskom i njemačkom jeziku.
Nakon Janssoniusove smrti, izdavačku kuću preuzeo je njegov zet J. van Waesbergen. Londonska knjižara Moses Pitt pokušala je objaviti cijeli Veliki atlas na engleskom jeziku, no 1683. godine nakon izdanja četvrtog sveska ostali su bez sredstava.

## Poveznice
- Povijest kartografije